# Den røde Lilje
Den røde Lilje er en italiensk stumfilm fra 1915 af Pier Angelo Mazzolotti.

## Medvirkende
- Mario Bonnard
- Giovanni Casaleggio
- Pierino Chiesa
- Elide De Sevres
- Luigi Duse